# Trachyleberis zeacristata
Trachyleberis zeacristata is een mosselkreeftjessoort uit de familie van de Trachyleberididae. De wetenschappelijke naam van de soort is voor het eerst geldig gepubliceerd in 1952 door Hornibrook.